# Primus (Babylon 5)
Primus este numele unei clase de crucișătoare de bătălie spațiale Centauri ficționale în universul Babylon 5. În ciuda faptului că navele din această clasă au o vechime de cel puțin 200 de ani,Primus este încă cel mai puternic model de navă din Marina Regală Centauri.
Pe lângă armamentul greu care include tunuri ionice,lasere de luptă sau lansatoare de rachete și cele 12 interceptoare din clasa Sentri,Primus este posesorul unui sistem de propulsie gravimetric capabil de a genera gravitație artificială și raze tractoare,însă această capacitate necesită între 50% și 65% din energia consumată. Alte probleme rezultă din vârsta înaintată a navelor din această clasă,care după două secole de serviciu necesită reparații și îmbunătățiri periodice. Blindajul lui Primus este subțire,deoarece o armură mai groasă ar interfera cu capacitățile gravitice însă acest lucru este compensat de puternica tehnologie ionică. Cu toate acestea,vechimea și blindajul subțire îl fac vulnerabil pe Primus în fața noilor nave străine cu blindaj mai gros,precum crucișătoarele Narne din clasa G'Quan sau distrugătoarele Alianței Terestre din clasa Omega. Mai mult,cel mai recent vas de război al Alianței Terestre,distrugătorul din clasa Warlock,este mai puternic în toate domeniile.